# Ngựa Akhal-Teke

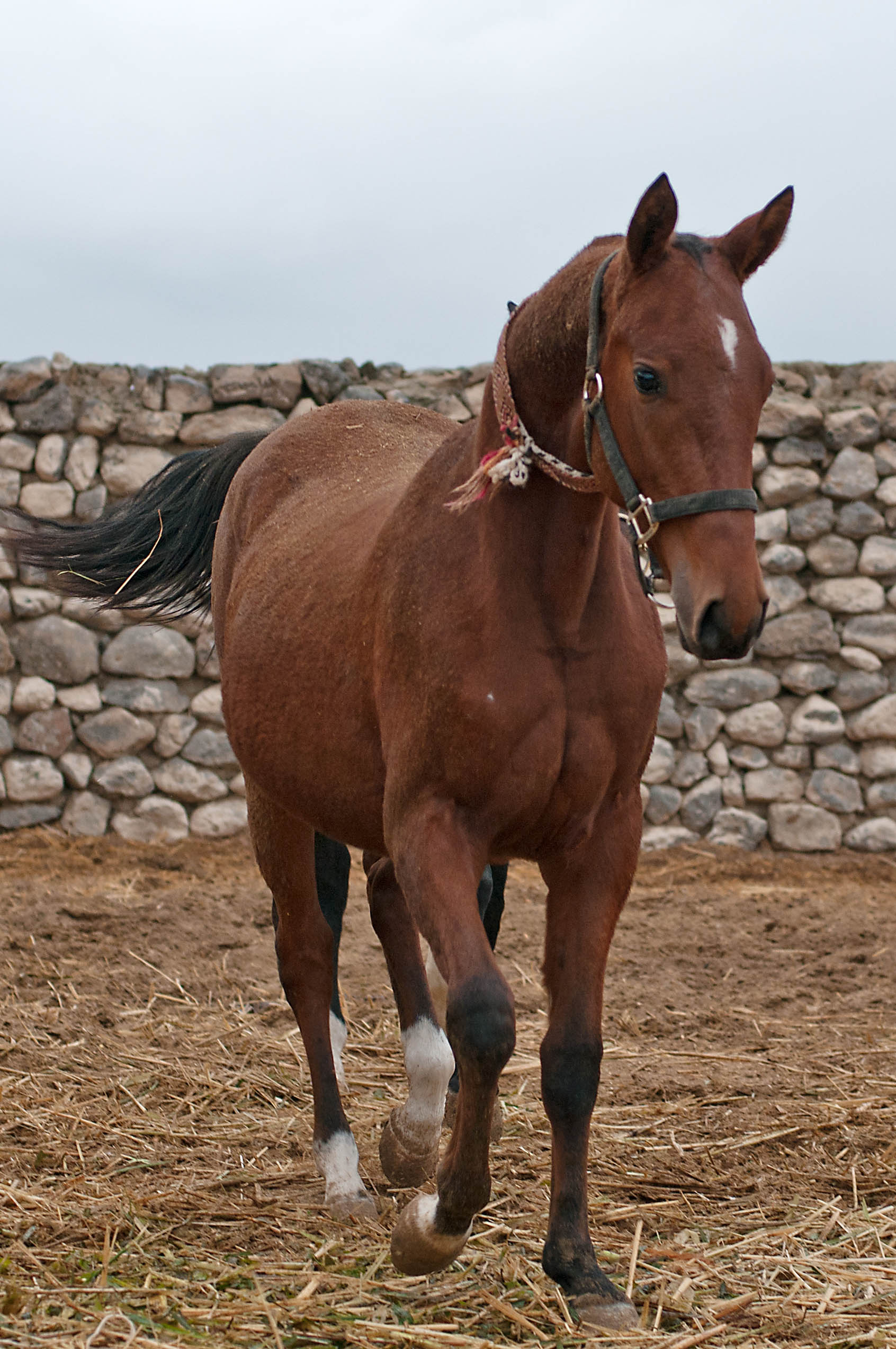
Một con hãn huyết bảo mã

Ngựa Akhal-Teke (tiếng Turkmen: Ahalteke) là một giống ngựa có nguồn gốc từ Turkmenistan nơi chúng được tôn vinh làm biểu tượng quốc gia, một trong những giống ngựa cổ xưa và độc đáo nhất. Giống ngựa này mang tên ốc đảo Akhal và bộ tộc Teke, là địa danh và tên người cư ngụ tại đây. Những giống ngựa quý hiếm chỉ còn vài trăm cá thể trên thế giới bao gồm cả loài từng đi vào truyền thuyết có màu lông ánh kim, mồ hôi đỏ như máu. Akhal-Teke được coi là giống ngựa quý hiếm nhất thế giới có nguồn gốc Turkmenistan sở hữu bộ lông lấp lánh ánh kim, sức chịu đựng dẻo dại, phi nước đại cực nhanh. Chính là loài ngựa chảy mồ hôi đỏ như máu trong truyền thuyết. Akhal-Teke chính là chúa tể trong sa mạc Karakoum. Giống ngựa Akhal-Teke được cho rằng chính là Hãn huyết mã (Ngựa Đại Uyên) của nước Đại Uyên được nhắc đến trong sách cổ Trung Quốc.

## Đặc điểm

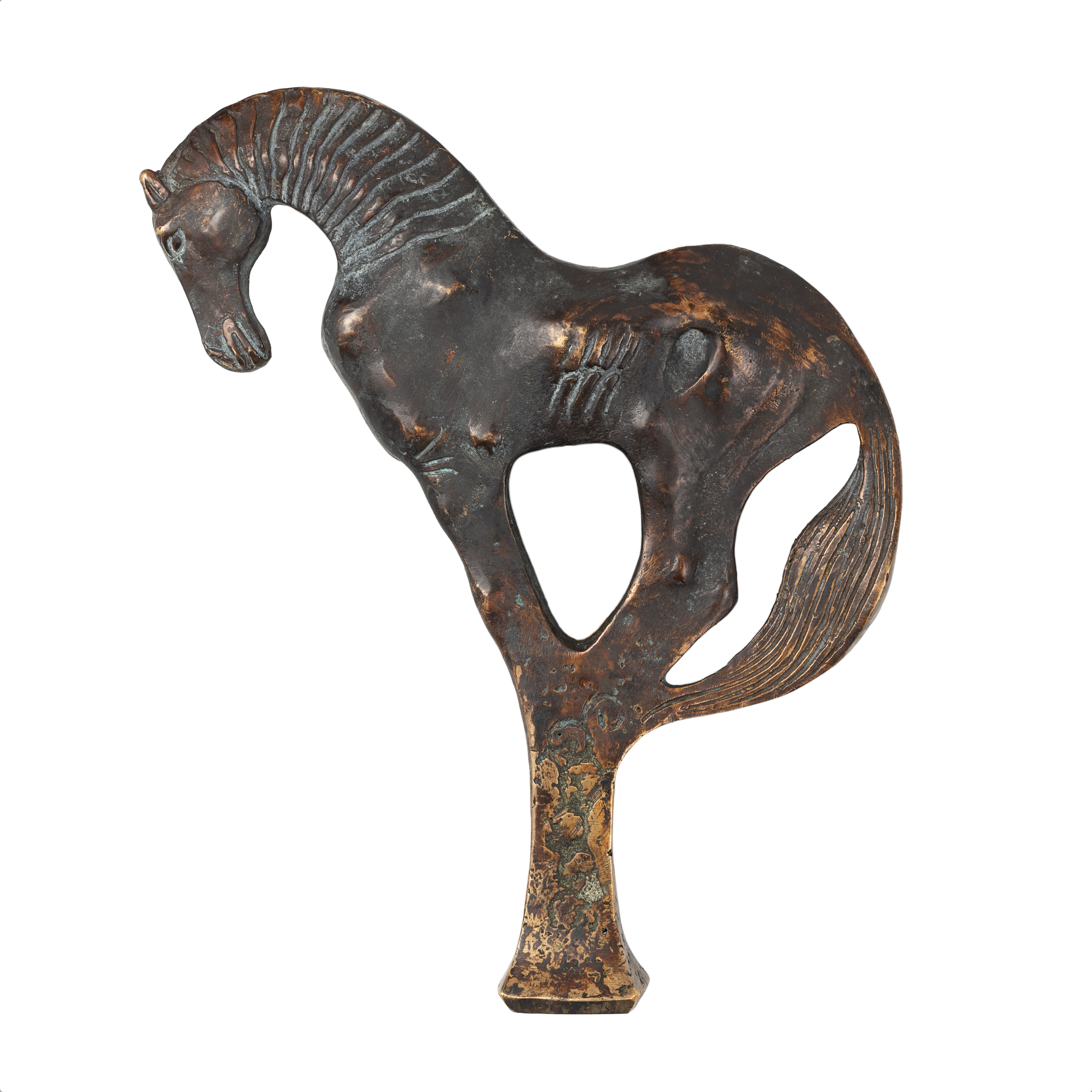
Ngựa Akhal-Teke cổ đại, bằng đồng, thế kỷ 4 - 1 TCN.

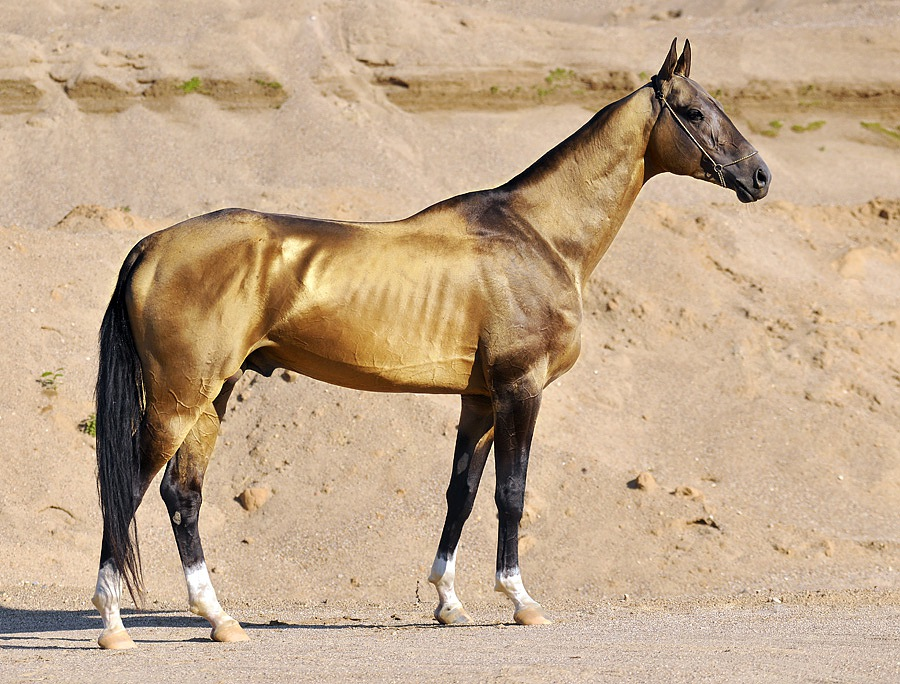
Akhal-Teke

Akhal-Teke thuộc giống ngựa thuần chủng nhất thế giới, loài ngựa này có tốc độ phi mã cực nhanh và khả năng chịu đựng vô cùng dẻo dai. Chúng được thuần hóa cách đây khoảng 3000 năm và được nhập về Trung Quốc nhiều lần nhưng không sống được. Akhal-Teke có dáng điệu nhanh lẹ như một con chó săn với các bắp thịt ngực cuồn cuộn nở, mặt nhô ra còn đôi mắt tròn, chính cái cổ mềm mại như cổ loài thiên nga mới chính là yếu tố đưa nó có tốc độ cao. Akhal-Teke là một sáng tạo tuyệt vời của tạo hóa, có dáng điệu nhanh lẹ như một con chó săn với các bắp thịt ngực cuồn cuộn nở, mặt nhô ra còn đôi mắt như có hào quang luôn nẩy lửa khi đối diện với kẻ thù.
Trong Mã Kinh, đây là loài ngựa điển hình cho những giống ngựa tốt. Những giống ngựa trận được các tướng soái quý chuộng vẫn thường là giống ngựa gọi là Thiên-Lý-Mã (Ngựa chạy ngàn dặm), như giống ngựa Huyết-Hãn Mã Akhal-Téké, hay giống ngựa gọi là Thiên Mã như ngựa Jaf Ba Tư và ngựa thuần chủng Ả-Rập, nhập cảng từ các nước Trung Đông (Ferghana, Turkmenistan, Kurdistan, Ba-Tư, A-Phu-Hãn) theo Đường Buôn Tơ lụa. Bảo Mã thuần chủng Trung-Đông mà Viễn-Đông gọi là Thiên Mã được chọn theo 12 đức tính gồm Ba Thứ Dài, Ba Thứ Ngắn, Ba Thứ Rộng và Ba Thứ Thanh.
- Ba Thứ Dài là: Cổ dài. Tai dài. Chân trước dài.
- Ba Thứ Ngắn là: Lưng Ngắn. Xương Đuôi Ngắn. Chân sau Ngắn.
- Ba Thứ Rộng là: Trán Rộng. Ngực Rộng. Mông Đùi Rộng.
- Ba Thứ Thanh là: Da Thanh. Mắt Thanh. Móng Thanh.

Ngoài 12 đức tính nói trên, Bảo Mã đó còn phải có được thêm một Bâu Kiều cao và hai hông sườn không có thịt. Việc lựa chọn ngựa để huấn luyện thành Chiến Mã còn tùy thuộc vào những điều kiện khó khăn nêu lên trong Mã Kinh. Như người ta loại trừ những con Ngựa Tía Lang Lô (Ngựa Tía có Dương Vật sắc lang trắng) và loại Ngựa Ô Bướm Trán (Ngựa Ô có đốm lông sắc trắng trước trán).
Loài ngựa này được cho là loài Hãn huyết bảo mã (ngựa ra mồ hôi đỏ như máu) trong truyền thuyết cũng như tiểu thuyết Anh hùng xạ điêu của Kim Dung, bắt đầu bằng việc một chuyên gia người Nhật Bản thông báo phát hiện ra những con ngựa có mồ hôi máu gần núi Thiên Sơn, Tân Cương, Trung Quốc đã gây ra sự xôn xao dư luận. Nhiều ý kiến cho rằng những con ngựa có mồ hôi máu thực chất mắc một loại bệnh hiếm gặp do các ký sinh trùng Parafilaria multipapillosa gây ra trên những cá thể ngựa, và không phổ biến trên bất cứ loài nào khác và hiện có khoảng 3.000 con ngựa mắc bệnh tương tự đang sống ở Turkmenistan, Nga, Kazakhstan và Uzbekistan.

## Sinh sống

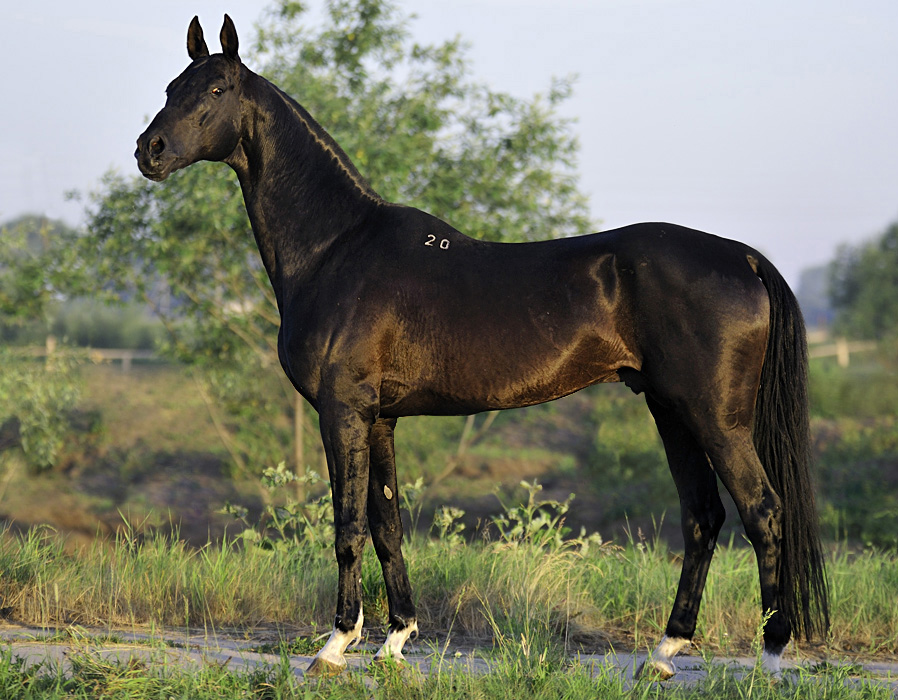

Thánh địa của loài ngựa trên, hiện là trại ngựa giống của quốc gia Turkmenistan, nằm ngoài thủ đô nước này là Achkhalan chừng vài chục cây số, gần biên giới Ba Tư chỉ có sa mạc cát và những rặng núi trùng điệp của Kopei và Khorassan. Nhờ tuyết tan vào mùa hè đã tưới bón những cánh đồng cỏ, nuôi sống những con ngựa hoang quen sống tự do. Những lúc thiểu cỏ, bầy ngựa hoang trên đã vượt biên giới sang nước láng giềng để kiếm ăn, và lúc trở về, với vó câu của hơn 200 con hoang mã phi nước đại trở về

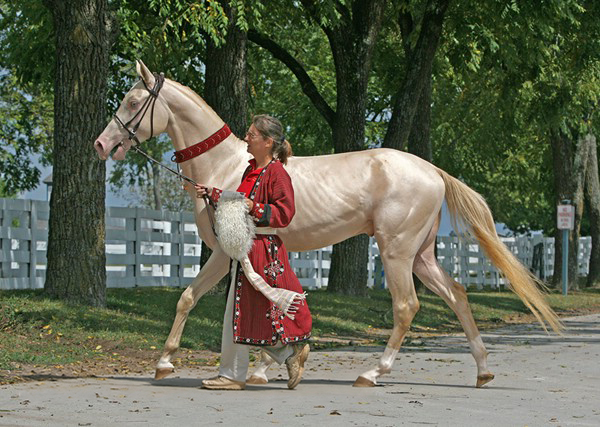

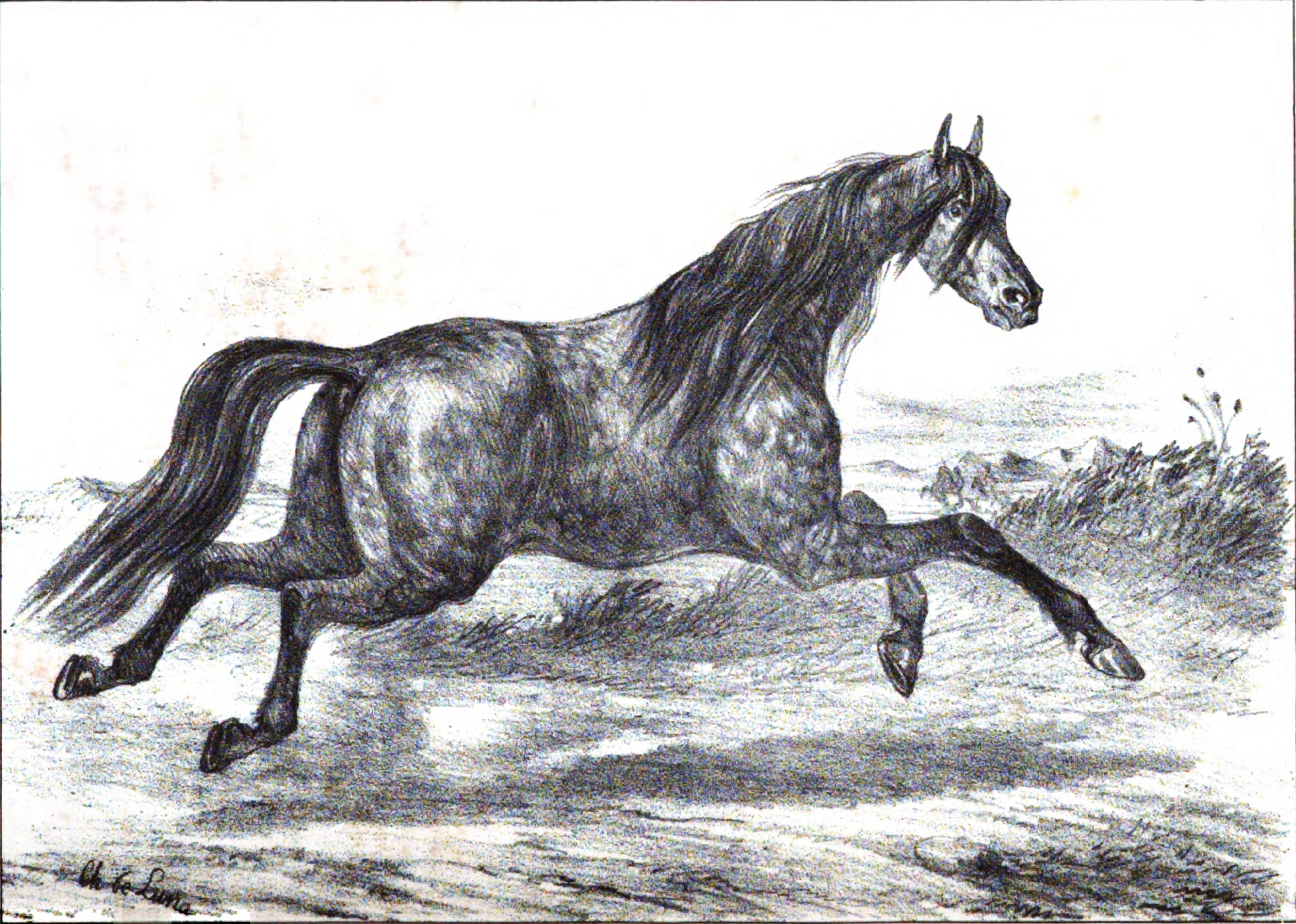
Hình vẽ năm 1848

Cái tên ngựa cũng mang tính huyền thoại, nó mang tên ốc đảo Akhal và bộ tộc Teke, là địa danh và tên người cư ngụ tại đây từ ngàn đời, hầu hết các dân tộc miền Trung Á như Turkménistan, Massagètes, Paarthes, Alains, Pghouzs, Qarlougs ...kể luôn cả người Ba Tư nói rằng nó là hóa thân của Thượng đế. Chứng tích huyền thoại trên, ngày nay đã được tìm thấy trong những bản thánh ca sơ khai của Avesta, thuộc Ba Tư cổ, hiện được Turkménistan viết lại. Nó chính là một trong những tổ tiên của tất cả những ngựa giống trên thế giới. Ngày xưa, những cuộc trường chinh từ Âu sang Á hay ngược lại, Xerxès, Alexandre và Moghol đều dùng nó làm kỵ binh xung trận.
Thánh địa của loài ngựa trên, hiện là trại ngựa giống của quốc gia Turkméniatan, nằm ngoài thủ đô nước này là Achkhalan chừng vài chục cây số, gần biên giới Ba Tự chỉ có sa mạc cát và những rặng núi trùng điệp của Kopei và Khorassan. Nhờ tuyết tan vào mùa hè đã tưới bón những cánh đồng cỏ, nuôi sống những con ngựa hoang quen sống đời tự do bay nhảy. Những lúc thiếu cỏ, bầy ngựa hoang trên đã vượt biên giới sang nước láng giềng để kiếm ăn, và lúc trở về, với vó câu của hơn 200 con hoang mã phi nước đại, sức mạnh có thể bạt núi, xô thành, khiến cho con người và xe cộ ngược chiều phải nhào xuống hai bên vệ đường để khỏi bị chết bẹp. 

## Hãn huyết mã
Theo truyền thuyết, Hán Vũ Đế từng treo thưởng hậu hĩnh cho ai có thể tìm được cho ông một con Hãn huyết bảo mã thuần chủng, vốn được cho là hiện diện tại Trung Á nhưng hiếm có ở Trung Quốc. Ngày này, giống ngựa đặc biệt đó được xác định là Akhal-Teke, một trong những giống ngựa cổ xưa và độc đáo nhất. Hán Vũ Đế được coi là người đã viết về "Hãn huyết bảo mã" sớm nhất trong lịch sử Trung Quốc. Trong một bài thơ, ông đã gọi đây là "Ngựa trời" (thiên mã). Viện Khảo cổ tỉnh Thiểm Tây đã phát hiện được xương cốt của 80 con ngựa nằm trong hai hố tuẫn táng thuộc phạm vi lăng mộ Hán Vũ Đế, hoàng đế thứ bảy của nhà Tây Hán, mỗi hố tuẫn táng là một hố lớn chứa 20 hố nhỏ, mỗi bên đều được gác bởi hai con ngựa và một chiến binh đất nung. Xét nghiệm các xương cốt cho thấy đây đều là ngựa đực trưởng thành..
Người ta cho rằng ngựa mà Thành Cát Tư Hãn cưỡi cũng là một con "Hãn huyết bảo mã" Ngựa Hãn Huyết Mã của Trung uý Pháo binh Bảo Gia Lợi (Bulgaria): Thời đệ nhất thế chiến Trung uý Pháo binh Bảo Gia Lợi cùng đồng đội di tản chiến thuật phải vượt biển. Khi đó, luật biển không cho phép thú vật lên tàu.Không thể lên tàu cùng chủ, con ngựa Hãn Huyết Mã đã lao xuống biển bơi cùng tàu để theo chủ. Trung úy Pháo binh cảm nghĩa chung tình của ngựa, lấy súng bắn ngựa chết rồi tự bắn mình và nhảy xuống biển ôm ngựa. Cả hai chìm vào lòng đại dương.
Ngựa Xích Kỳ vốn là ngựa của Chân Lạp, tức Campuchia. Con ngựa quý này là giống hãn huyết mã, mình đỏ rực đuôi đen tuyền, mồ hôi có màu máu, vua Miên tặng Võ vương Nguyễn Phúc Khoát, khi Nguyễn Văn Tuyết mưu hành thích, nhưng không thực hiện được vì quân lính canh gác quá kỹ liên nhảy lên lưng Xích Kỳ phóng đi. Con ngựa này về sau đã cùng Đô đốc Tuyết, ra đánh đuổi quân Thanh trong trận Đống Đa, làm nên nhiều kỳ tích. Ngoài ra còn có ngựa Ngân Câu của Bùi Thị Xuân là người ưa cưỡi ngựa nên bà sở hữu thần mã Ngân Câu–Huyết hãn mã (tên tục là Kim). Ngựa lông toàn sắc trắng, vóc to, sức mạnh phi thường, có khả năng đặc biệt là đi trong đêm tối. Và ngựa Hồng Lư hay còn gọi là Huyết hãn bảo câu, thần mã của Lý Văn Bưu. Lông ngựa là sắc nâu–hồng ánh vàng, và mang dị tướng: Đầu giống đầu lừa, mình ốm o như đói cỏ, bốn chân cao lỏng chỏng như chân nai.